# Varces-Allières-et-Risset
Varces-Allières-et-Risset és un municipi francès situat al departament de la Isèra i a la regió d'Alvèrnia-Roine-Alps. L'any 2007 tenia 6.609 habitants.

## Demografia

### Població
El 2007 la població de fet de Varces-Allières-et-Risset era de 6.609 persones. Hi havia 2.114 famílies de les quals 455 eren unipersonals (184 homes vivint sols i 271 dones vivint soles), 606 parelles sense fills, 940 parelles amb fills i 113 famílies monoparentals amb fills.
La població ha evolucionat segons el següent gràfic:
Habitants censats

### Habitatges
El 2007 hi havia 2.275 habitatges, 2.139 eren l'habitatge principal de la família, 32 eren segones residències i 104 estaven desocupats. 1.643 eren cases i 598 eren apartaments. Dels 2.139 habitatges principals, 1.562 estaven ocupats pels seus propietaris, 519 estaven llogats i ocupats pels llogaters i 57 estaven cedits a títol gratuït; 32 tenien una cambra, 144 en tenien dues, 301 en tenien tres, 581 en tenien quatre i 1.082 en tenien cinc o més. 1.703 habitatges disposaven pel capbaix d'una plaça de pàrquing. A 819 habitatges hi havia un automòbil i a 1.165 n'hi havia dos o més.

### Piràmide de població
La piràmide de població per edats i sexe el 2009 era:
| Homes | Edats   | Dones |
| ----- | ------- | ----- |
| 0     | 95 o +  | 4     |
| 0     | 90 a 94 | 8     |
| 12    | 85 a 89 | 28    |
| 24    | 80 a 84 | 40    |
| 36    | 75 a 79 | 64    |
| 84    | 70 a 74 | 60    |
| 68    | 65 a 69 | 80    |
| 124   | 60 a 64 | 100   |
| 176   | 55 a 59 | 156   |
| 208   | 50 a 54 | 176   |
| 188   | 45 a 49 | 192   |
| 244   | 40 a 44 | 216   |
| 272   | 35 a 39 | 200   |
| 208   | 30 a 34 | 180   |
| 212   | 25 a 29 | 128   |
| 260   | 20 a 24 | 136   |
| 220   | 15 a 19 | 208   |
| 196   | 10 a 14 | 232   |
| 176   | 5 a 9   | 160   |
| 152   | 0 a 4   | 140   |

## Economia
El 2007 la població en edat de treballar era de 4.677 persones, 3.323 eren actives i 1.354 eren inactives. De les 3.323 persones actives 3.127 estaven ocupades (1.822 homes i 1.305 dones) i 196 estaven aturades (83 homes i 113 dones). De les 1.354 persones inactives 319 estaven jubilades, 428 estaven estudiant i 607 estaven classificades com a «altres inactius».

### Ingressos
El 2009 a Varces-Allières-et-Risset hi havia 2.157 unitats fiscals que integraven 5.835,5 persones, la mediana anual d'ingressos fiscals per persona era de 22.362 €.

### Activitats econòmiques
Dels 263 establiments que hi havia el 2007, 7 eren d'empreses extractives, 4 d'empreses alimentàries, 1 d'una empresa de fabricació de material elèctric, 13 d'empreses de fabricació d'altres productes industrials, 52 d'empreses de construcció, 42 d'empreses de comerç i reparació d'automòbils, 13 d'empreses de transport, 13 d'empreses d'hostatgeria i restauració, 6 d'empreses d'informació i comunicació, 15 d'empreses financeres, 15 d'empreses immobiliàries, 27 d'empreses de serveis, 34 d'entitats de l'administració pública i 21 d'empreses classificades com a «altres activitats de serveis».
Dels 87 establiments de servei als particulars que hi havia el 2009, 1 era una oficina de correu, 4 oficines bancàries, 8 tallers de reparació d'automòbils i de material agrícola, 1 taller d'inspecció tècnica de vehicles, 1 autoescola, 6 paletes, 11 guixaires pintors, 11 fusteries, 8 lampisteries, 8 electricistes, 2 empreses de construcció, 7 perruqueries, 10 restaurants, 6 agències immobiliàries, 1 tintoreria i 2 salons de bellesa.
Dels 12 establiments comercials que hi havia el 2009, 1 era un supermercat, 2 grans superfícies de material de bricolatge, 1 una botiga de més de 120 m², 3 fleques, 1 una llibreria, 1 una botiga de roba i 3 floristeries.
L'any 2000 a Varces-Allières-et-Risset hi havia 26 explotacions agrícoles que ocupaven un total de 270 hectàrees.

## Equipaments sanitaris i escolars
El 2009 hi havia 1 psiquiàtric i 2 farmàcies.
El 2009 hi havia 2 escoles maternals i 2 escoles elementals. Varces-Allières-et-Risset disposava d'un col·legi d'educació secundària amb 492 alumnes.

## Poblacions properes
El següent diagrama mostra les poblacions més properes.